# マッサリア (小惑星)
マッサリア (20 Massalia) は、太陽系の比較的大きな小惑星のひとつ。火星と木星の間の軌道を公転している。1852年9月19日、イタリアの天文学者アンニーバレ・デ・ガスパリスにより発見された。
この名前はフランスの都市マルセイユのラテン語名に由来している。ただし発見者はナポリ在住であった。
マッサリアは、マッサリア族という小惑星族の中で最大の天体である。このグループに所属する他の小惑星は、1.5 - 2億年ほど前にマッサリアに隕石が衝突した際に飛び散った破片であろうと考えられている。
2003年12月に九州で、2009年4月に岡山県と静岡県で掩蔽が観測された。